# Platyops sterreri
Platyops sterreri är en kräftdjursart som beskrevs av Mihai Bacescu och Thomas M. Iliffe 1986. Platyops sterreri ingår i släktet Platyops och familjen Mysidae. IUCN kategoriserar arten globalt som akut hotad. Inga underarter finns listade i Catalogue of Life.